# Międzynarodowy Festiwal Jazzowy w Prudniku
Międzynarodowy Festiwal Jazzowy w Prudniku (również Jazz Festiwal Prudnik) – międzynarodowy festiwal muzyczny odbywający się corocznie od 2007 w pierwszy weekend sierpnia w ogrodzie willi rodziny Fränkel w Prudniku. Do 2014 odbywał się na Rynku w Prudniku. Jest to największa jazzowa impreza plenerowa w województwie opolskim. Występują na nim wykonawcy z Polski, Czech, Niemiec, Austrii, Francji, Wielkiej Brytanii i Stanów Zjednoczonych. Jego organizatorem jest Prudnicki Ośrodek Kultury, a dyrektorem artystycznym Ryszard Czeczel.

## Historia
Pierwsza edycja festiwalu odbyła się 26 sierpnia 2007 roku na Rynku w Prudniku. Początkowo impreza nosiła nazwę „Prudnicki Festiwal Jazzowy”. Wystąpili na nim: Extra Mocne Combo Jazz, Marek Bałata, Jarosław Śmietana, Wojciech Karolak, Adam Czerwiński i Old Metropolitan Band.
Druga edycja festiwalu miała miejsce 30 sierpnia 2008. Wstąpili na niej: Take Style, Jiři Urbánek, Dana Vrchovská, Zbigniew Namysłowski, Karen Edwards, Jarosław Śmietana i Jazz Band Ball Orchestra.
III Międzynarodowy Festiwal Jazzowy w Prudniku miał miejsce 1 sierpnia 2009. Wystąpili na nim: Lada Kerndl, New Bone, Funk de Nite, Christoph Titz, Karen Edwards, Ricky Ford i Jarosław Śmietana.
Czwarta edycja festiwalu odbyła się 7 sierpnia 2010. Wystąpili na niej: Fusion Jazz Trio, Kamila Abrahamowicz Quartet, Walk Away, Noel McKoy, Jarosław Śmietana i Wojciech Karolak.
Podczas piątej edycji festiwalu 6 sierpnia 2011 wystąpili: Gabriela Kočí, Laboratorium, The Roots i Jazz Band Ball Orchestra.
XI Międzynarodowy Festiwal Jazzowy w Prudniku miał miejsce 5 sierpnia 2017. Wstąpili na nim: Scodrix, Soul Hunters Gospel Choir, Tomasz Wendt i Jazz Band Ball Orchestra.
Podczas dwunastej edycji festiwalu 28 lipca 2018 wystąpili: Przemek Strączek & Asian Strings Collective, Eskaubei & Tomek Nowak Quartet, DJ Krime, Henryk Miśkiewicz, Michael „Patches” Stewart, Siggy Davis & Krzysztof Puma Piasecki 4Set.